# Ariel Sorín
Ariel Hugo Sorín (* 26. April 1967) ist ein argentinischer Schachspieler.
Die argentinische Einzelmeisterschaft konnte er 2000 und 2004 gewinnen. Er spielte bei drei Schacholympiaden: 1994, 1996 und 2004.
1989 wurde er Internationaler Meister, seit 1995 ist er Großmeister.
| Hier fehlt eine Grafik, die leider im Moment aus technischen Gründen nicht angezeigt werden kann. Wir arbeiten daran! |